# Enric Pecourt Betés
Enrique Pecourt Betés (València, 1903 - 1983) va ser un arquitecte valencià.

## Biografia
L'any 1930 es titula a l'Escola d'Arquitectura de Barcelona junt amb Joan Baptista Subirana i Cristòfor Alzamora, un any després que ho feren Josep Lluís Sert i Josep Torres Clavé. Per tant, pertany a la generació en què l'avantguarda racionalista es referma amb major rotunditat. A més, és l'únic arquitecte valencià connectat directament amb el GATCPAC, fins i tot participa en la cèlebre exposició Arquitectura moderna de l'any 1929 a les Galeries Dalmau. Presentà un projecte de clínica junt amb Cristóbal Alzamora. Probablement quan tornà a València va tractar d'organitzar una secció del GATCPAC, però sense èxit, degut al desinterès generalitzat per l'arquitectura moderna i el seu allunyament de la ciutat en ocupar el càrrec d'arquitecte municipal de Borriana.
En aquesta població de la Plana Baixa realitza una gran part de la seua obra, com el Mercat Municipal de 1931, amb formulacions encara parcialment eclèctiques, i les Escoles de Santa Bàrbara de 1934, on tracta de combinar les formes encara racionals i populars de construcció, que constitueix un dels seus principals temes d'investigació.
A la població de Moncofa hi projecta l'ajuntament (1935), on encara no pot desenvolupar una arquitectura d'avantguarda.
Fou una persona de gran cultura, un esperit cientifista i amb una clara voluntat d'incorporació a la modernitat, això el du a implicar-se en la direcció del Boletín del Colegio Oficial de Arquitectos de la Zona de Valencia en la seua primera època, i a col·laborar en el comitè de redacció des del 1933 fins al 1936. Algun article aparegut en aquest butlletí semblen seus, així com els seus escrits "Estudio elemental del soleamiento en la edificación" (1934) i "Teoría de la arquitectura en color" (1950).
El seu primer gran projecte rellevant es dona en el concurs per a la nova basílica dels Desemparats. El projecte de Pecourt i Ramón Liern partia de la idea de conservar l'actual capella el·líptica dins d'un gran temple de planta de creu grega, amb una gran cúpula i proporcions gegants. L'estil de l'edifici projectat era afí al manierisme romà (més renaixentista que barroc), monumental i auster. Probablement el dibuix de la perspectiva interior "secció estructural axonomètrica", siga el més interessant, ja que reflecteix perfectament l'esperit d'aquests joves arquitectes. Sens dubte coneixien la Historia de l'arquitectura d'Auguste Choisy, de qui agafen la seua concepció racionalista, estructural i historiogràfica, sempre present en la personalitat cientifista de Pecourt.
Un altre projecte ben distint és el que presentarà al concurs d'avantprojectes d'aprofitament del solar de l'estació (la ferroviària del Nord a València), convocat el 1934 pel Col·legi d'Arquitectes de la Zona de València. El seu projecte consistia en una sèrie d'edificis laminars dobles sobre plataforma aixecada amb pilotis, al voltant d'una nova avinguda. Així demostra el seu coneixement de la urbanística racionalista, i constitueix en una de les idees més avançades a la ciutat de València.
Un dels temes que foren més comuns de l'arquitectura moderna a Espanya fou el de l'habitatge rural. En l'obra de Pecourt és possible veure l'evolució d'aquest pensament, progressant cap a unes solucions tipològiques més racionals, principalment en els aspectes referits a la segregació de circulacions de persones i carruatges. Així doncs, enfront dels seus primers habitatges al camí de Montcada (cases Marcos i Marqués), en què recorre al tipus tradicional de "casa a dues mans", li'n seguiran altres on hi haurà una parcel·lació racional" basada en la separació de trànsit de persones i carros, i una doble orientació dels habitatges nord-sud, com ja mostra en el concurs de poblats en el Guadamellato (amb Liern, de 1934). O també en el croquis, fet amb Luis Sancho Coloma, d'habitatge rural amb una "separació absoluta de persones i animals", que podria ser ell tipus adequat per a aquesta parcel·lació racional i, per tant, d'acord amb els escrits publicats al Butlletí del Col·legi. Aquest és el principal argument de les Cases Roig al camí de Montcada (1934-36), on ja es dona la referida segregació funcional i s'hi conjuga amb una composició senzilla i elementarista.
Se li atribueix la seua participació amb Liern i Viedma en el Grup 14 de Juliol o Infanta Isabel (1934) al Camí Vell del Grau. Aquestes aportacions tipològiques tindrà una gran continuïtat després de la guerra civil i seran un dels aspectes més destacats de les actuacions de les Regions Devastades, en les quals també intervé Pecourt.

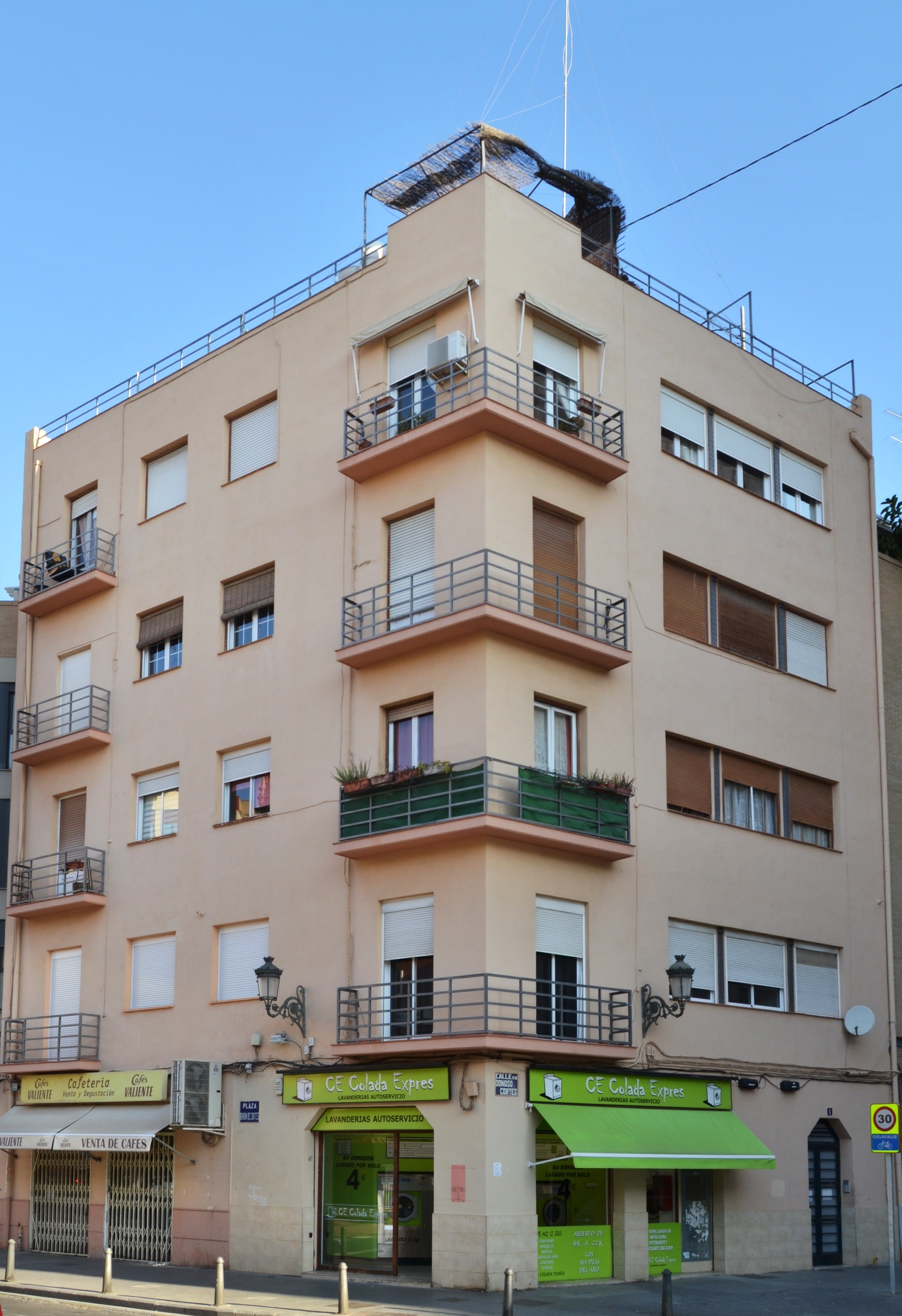
Edifici Navarro

La seua primera obra construïda és l'edifici Lucia (1931), al barri de Russafa. És un petit bloc d'habitatges econòmics en què proposa quatre habitatges en profunditat, servits per una única escala situada al fons de la parcel·la, i ventilades per patis. La façana, amb aspecte acadèmic, és projectada amb una total elementalitat (en consonància també amb la seua destinació social), sense recercats ni motllures, tan sols el joc d'enfonsament i ressalt de plans corresponents als buits, reunits verticalment pels seus muntants continus.
Un any després projecta l'edifici Bertet (1932-33), destinat també a habitatges mínims i econòmics. Encara manté la simetria central, però proposa una façana més pròxima a l'avantguarda moderna: el buit horitzontal sobre l'eix, l'ús de les baranes d'angulars metàl·lics i xapa desplegada; o la mateixa simplicitat i elementarisme dels paraments exteriors.
El seu conegut edifici Navarro, situat al carrer Donoso Cortés al barri de Russafa i del 1933-34, es considera l'únic representant qualificat de l'arquitectura valenciana dins de l'"ortodòxia" moderna del GATCPAC. Aquesta apreciació només és possible quant als seus aspectes formals, ja que el seu volum, llis i exempt de qualsevol decoració aplicada, reprodueix els estilemes del Moviment Modern: asimetria de la composició, balcó voladís en cantonada, la fenêtre en longeur amb mainells de perfils d'acer, baranes horitzontals de perfils angulars, i lleugeres pèrgoles a l'àtic. No obstant això, la solució distributiva no ofereix les aportacions que caldria esperar darrere de les façanes envidrades. també es pot apreciar una influència del moviment De Stijl, concretament de Loos i Rietveld.
Durant la postguerra és nomenat regidor de l'Ajuntament de València, també serà degà del Col·legi Oficial d'Arquitectes de València i Múrcia entre el 1939 i el 1947. La seua Propuesta informe oficial sobre el Plan General de Valencia y su comarca, en què defensa la necessitat dels treballs pluridisciplinaris on s'incloguen els estudis econòmics i socials, suposà un enfrontament amb Xavier Goerlich (que era el seu redactor), per la qual cosa decideix "autoexiliar-se" a Borriana, on exercirà com un veritable city-architect fins als anys seixanta.

## Obres
- Mercat Central de Borriana (1931).
- Torre campanar de Borriana (1942)
- Edifici Bertet, carrer Bailén, València (1932).
- Edifici Navarro, carrer Donoso Cortés, Russafa, València (1933).
- Cases Roig , camí de Montcada 195, 197 i 199 (Poble Nou), València (1934).